# George Rooke

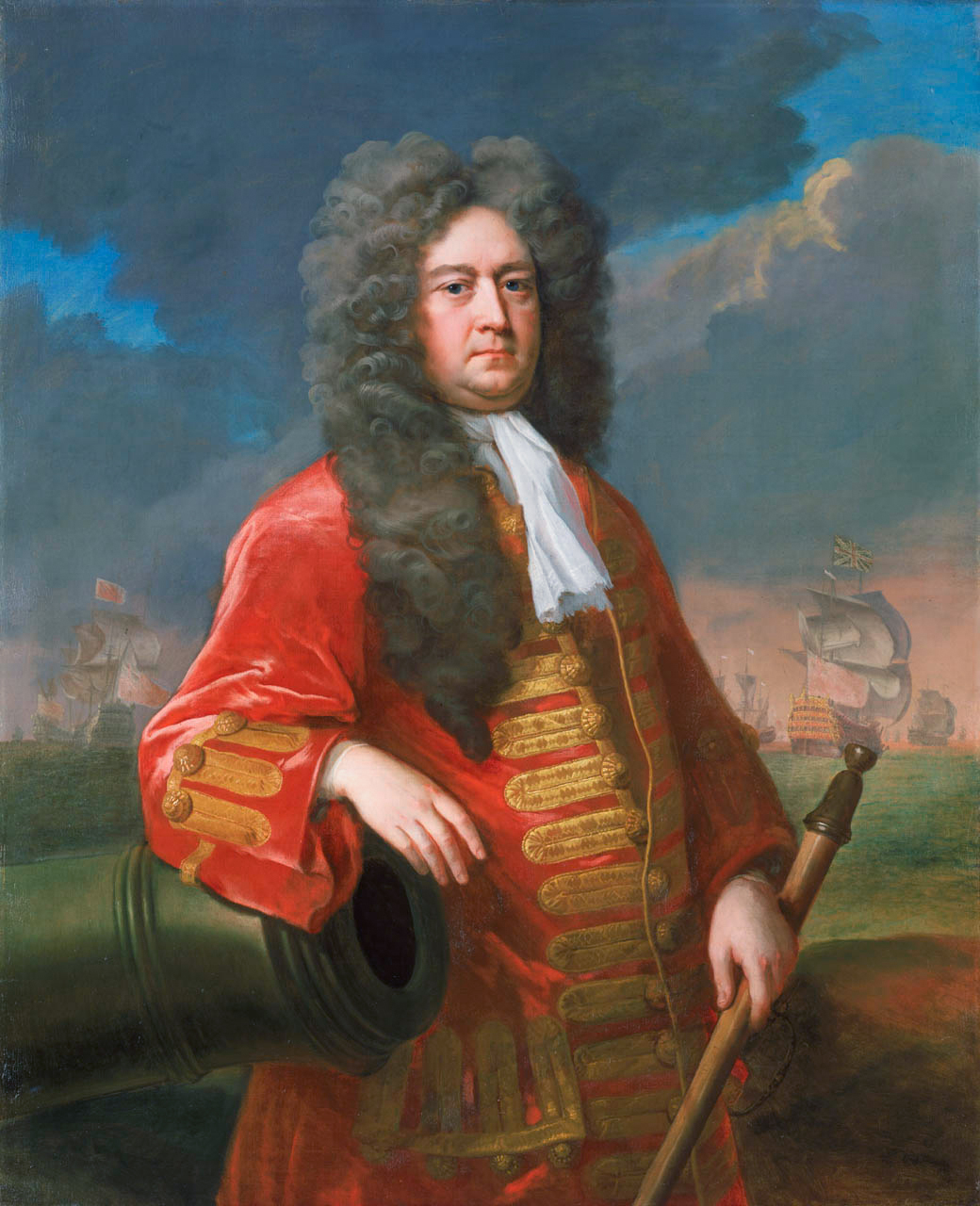
Gemälde von Michael Dahl, um 1705

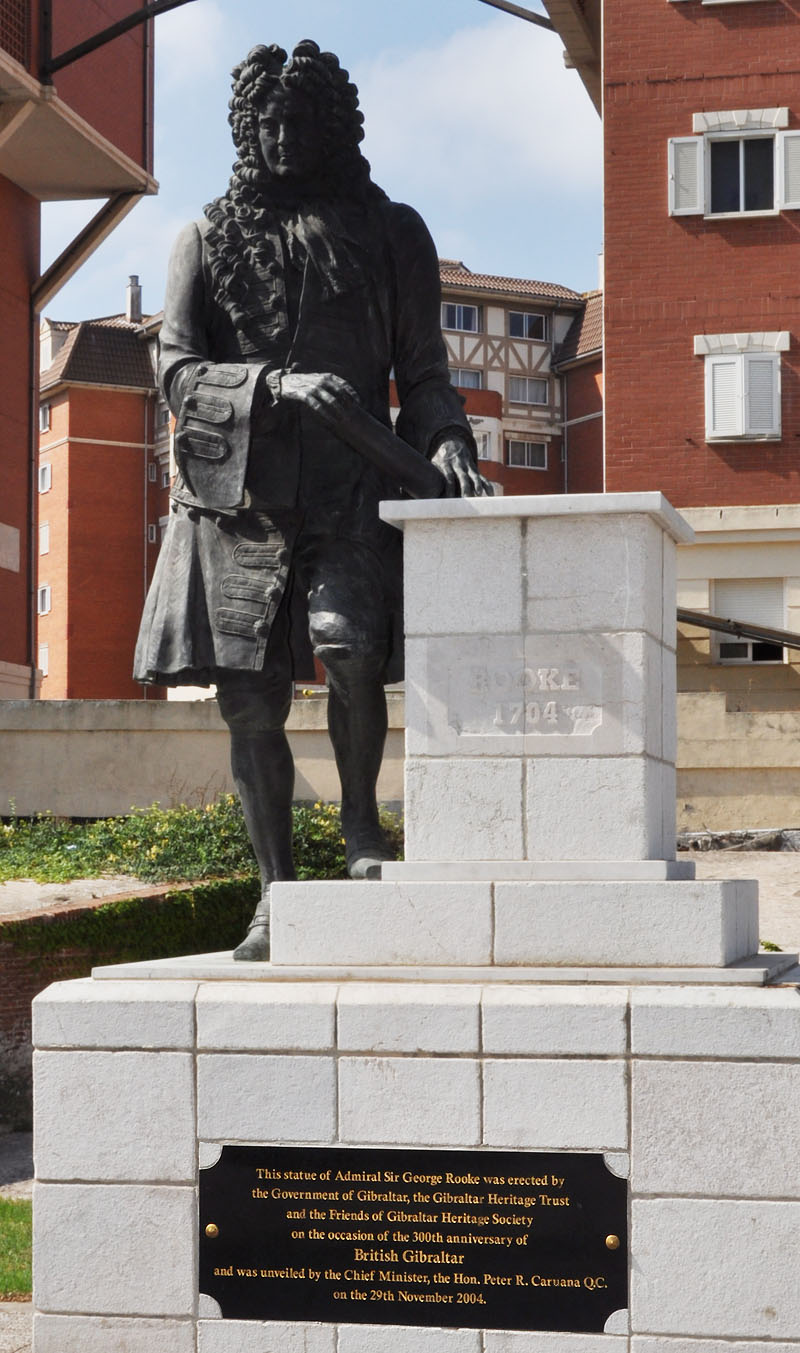
Statue für Sir George Rooke in Gibraltar

Sir George Rooke (* 1650; † 24. Januar 1709) war ein englischer Marineoffizier, zuletzt im Rang eines Admiral of the Fleet.

## Leben
Nachdem er sich als Freiwilliger zur Marine gemeldet hatte, diente er in den Seekriegen mit Holland und im Neunjährigen Krieg gegen Frankreich und wurde 1673 Kapitän sowie 1690 Konteradmiral. Er nahm an den Schlachten von Bantry Bay (1689), Beachy Head (1690) und Barfleur / La Hougue (1692) teil und wurde nach letzteren am 20. Februar 1693 zum Knight Bachelor („Sir“) geschlagen. In der Seeschlacht bei Lagos 1693 unterlag er auf dem Weg ins Mittelmeer Admiral Tourville. 1700 leitete er das englische Geschwader, das den Schweden die Invasion auf Seeland in Dänemark ermöglichte.
1702 leitete er die fehlgeschlagene Expedition nach Cádiz, konnte aber auf dem Rückweg bei Vigo die spanische Schatzflotte abfangen. Gemeinsam mit Sir Cloudesley Shovell und Prinz Georg von Hessen-Darmstadt eroberte er 1704 die Festung Gibraltar und verhinderte in der Schlacht bei Vélez-Málaga den französischen Entsatz durch Toulouse und d’Estrées. Hierbei erlitt seine Flotte jedoch hohe Verluste. George Rooke trat 1705 aus dem Dienst.